# Gianni Verdesca
Gianni Verdesca (Terlizzi, 7 dicembre 1979) è un attore italiano, dal 2009 si è ritirato dalle scene per svolgere attività imprenditoriali.

## Biografia
Nato in Puglia, dove ha i primi approcci con il teatro. Nel 1998, si trasferisce a Roma dove tuttora vive, frequenta l'Accademia d'Arte Drammatica Ribalte, diretta da Enzo Garinei.
Tra il 2000 ed il 2008, si divide tra teatro, cinema e televisione, alternando ruoli drammatici a ruoli brillanti. Dopo piccoli ruoli in fiction tv trasmesse dalla Rai, tra il 2001 e il 2002 interpreta il ruolo di Marco Manfridi nelle prime due stagioni della serie tv Il bello delle donne, in onda su Canale 5. Sempre nel 2001 è il co-protagonista di una puntata della miniserie tv Casa famiglia con Massimo Dapporto. Nel 2003 appare per la prima volta sul grande schermo con un piccolo ruolo nel film La finestra di fronte, diretto da Ferzan Özpetek. Nel 2004 interpreta il ruolo di Roberto nel film A luci spente di Maurizio Ponzi e nel 2005 partecipa al film Taxi Lovers diretto da Luigi di Fiore accanto ad Edoardo Leo. Nel 2008 ritorna sul grande schermo con l'opera prima di Daniele Cascella, La canarina assassinata.
Nell'aprile del 2006 debutta nello spettacolo teatrale in L'uomo, la bestia e la virtù, per regia di Fabio Grossi, con Leo Gullotta. Nell'agosto del 2008 è stato in scena, per l'ultima volta, al Globe Theater di Roma nella commedia di William Shakespeare La commedia degli errori, diretto ancora una volta da Fabio Grossi.
Nel 2009, ripresi gli studi universitari, abbandona definitivamente le scene per dedicarsi attivamente al settore della pubblicità editoriale e del marketing, partecipando alla fondazione della start-up Bievisan Company, che opera nel campo della nutraceutica.
È fratello gemello del regista cinematografico Mimmo Verdesca.

## Carriera

### Teatro
- Caligola, regia di Roberto Levante (2002)
- L'umorista e l'atomica, regia di Beatrice Mancini (2003)
- Masaniello, regia di Roberto D'Alessandro (2004)
- L'ultima notte dell'imperatore, regia di Roberto D'Alessandro (2004-2005)
- Ercole e le Stalle di Augias, regia di Roberto D'Alessandro (2006)
- L'uomo, la bestia e la virtù, regia di Fabio Grossi (2006/07/08)
- Le spose di Federico II regia di Pippo Franco (2007)
- La commedia degli errori regia di Fabio Grossi (2008)

### Cinema
- La finestra di fronte, regia di Ferzan Özpetek (2003)
- A luci spente, regia a di Maurizio Ponzi (2004)
- Taxi Lovers, regia di Luigi Di Fiore (2005)
- La canarina assassinata, regia di Daniele Cascella (2008)

### Televisione
- Un posto al sole, registi vari - Soap opera - Rai Tre (2000)
- Casa famiglia, regia di Riccardo Donna - Miniserie TV - Rai Uno (2001)
- Il bello delle donne, regia di Lidia Montanari, Luigi Parisi, Maurizio Ponzi e Giovanni Soldati - Serie TV - Canale 5 (2001)
- Il bello delle donne 2, regia di Gianni Dalla Porta, Luigi Parisi, Maurizio Ponzi e Giovanni Soldati - Serie TV - Canale 5 (2002)
- Codice rosso, regia di Riccardo Mosca e Monica Vullo - Serie TV - Canale 5 (2006)
- Io e mio figlio - Nuove storie per il commissario Vivaldi, regia di Luciano Odorisio - Miniserie TV - Rai Uno (2009)